# تيساه أندريانجافيتريمو
تيساه أندريانجافيتريمو (بالفرنسية: Tessah Andrianjafitrimo)‏ مواليد 11 أكتوبر 1998 في مونبلييه، هي لاعبة كرة مضرب فرنسية تلعب باليد اليمنى وتحتل حالياً المرتبة رقم. 269 (17 أبريل 2017) في تصنيف رابطة محترفات كرة المضرب. أعلى تصنيف لها في الفردي كان المركز الـ 251 في سنة 2016. أعلى تصنيف لها في الزوجي كان المركز الـ 519 في سنة 2017.

## روابط خارجية
- تيساه أندريانجافيتريمو على موقع رابطة محترفات التنس (الإنجليزية)
- تيساه أندريانجافيتريمو على موقع الاتحاد الدولي لكرة المضرب (الإنجليزية)
- تيساه أندريانجافيتريمو على موقع خلاصة التنس.كوم (الإنجليزية)
- تيساه أندريانجافيتريمو على موقع إي إس بي إن.كوم (الإنجليزية)